# Trędownikowce
Trędownikowce (Scrophulariales) – rząd roślin wyróżniany w dawnych systemach klasyfikacyjnych roślin okrytonasiennych. Obecny jeszcze w systemie Cronquista (1981), według którego obejmował około 12000 gatunków. 

## Morfologia
Zaliczano tu głównie rośliny zielne, z liśćmi skręto- lub naprzeciwległymi. Kwiaty tych roślin mają symetrię grzbiecistą. Ich korona jest zrosłopłatkowa i przeważnie pięciokrotna, rzadziej czterokrotna.  U części przedstawicieli liczba pręcików zmniejsza się do czterech lub nawet dwóch. Miejsce brakujących (z pięciokrotnego okółka) zajmują tak zwane staminodia (prątniczki). Słupek najczęściej górny i dwukrotny. Owocem u tych roślin jest torebka lub rzadziej niełupka albo jagoda. 

## Systematyka
Podział według systemu Cronquista (1988)
Rząd: Scrophulariales
- Rodzina: Buddlejaceae
- Rodzina: Oleaceae
- Rodzina: Scrophulariaceae
- Rodzina: Globulariaceae
- Rodzina: Myoporaceae
- Rodzina: Orobanchaceae
- Rodzina: Gesneriaceae
- Rodzina: Acanthaceae
- Rodzina: Pedaliaceae
- Rodzina: Bignoniaceae
- Rodzina: Mendonciaceae
- Rodzina: Lentibulariaceae

Po odkryciu polifiletycznego charakteru tej grupy roślin w systemach z końca XX wieku i nowszych rząd ten nie był już wyróżniany. Należące tu rodziny w większości klasyfikowane są do rzędu jasnowców (Lamiales).